# Campeonato Uruguayo de Primera División 1944
El Campeonato Uruguayo 1944 fue el 41° torneo de Primera División del fútbol uruguayo, correspondiente al año 1944.
El torneo consistió en un campeonato a dos ruedas todos contra todos, coronando campeón al equipo que logrará más puntos, mientras que el peor equipo descendería a la Segunda División.
En la parte baja de la tabla Racing ocupó la última posición, por lo que debió descender a la Segunda división. Mientras que de dicha categoría ascendió Rampla Juniors.

## Participantes

### Ascensos y descensos
| Equipo      | Ascendido como                      |
| ----------- | ----------------------------------- |
| River Plate | Campeón de la Segunda División 1943 |

| Equipo         | Descendido como           |
| -------------- | ------------------------- |
| Rampla Juniors | 10° Primera División 1943 |

## Campeonato

### Tabla de posiciones
| Pos. | Equipo               | PJ | PG | PE | PP | GF | GC | Dif. | Pts. |
| ---- | -------------------- | -- | -- | -- | -- | -- | -- | ---- | ---- |
| 1º   | Nacional             | 18 | 12 | 3  | 3  | 48 | 21 | +27  | 27   |
| 1º   | Peñarol              | 18 | 12 | 3  | 3  | 41 | 21 | +20  | 27   |
| 3º   | Defensor             | 18 | 10 | 5  | 3  | 43 | 27 | +16  | 25   |
| 4º   | Montevideo Wanderers | 18 | 7  | 5  | 6  | 32 | 31 | +1   | 19   |
| 5º   | Central              | 18 | 7  | 3  | 8  | 35 | 34 | +1   | 17   |
| 6º   | Sud América          | 18 | 5  | 4  | 9  | 24 | 37 | -13  | 14   |
| 7º   | Liverpool            | 18 | 5  | 3  | 10 | 22 | 30 | -8   | 13   |
| 8º   | River Plate          | 18 | 6  | 1  | 11 | 29 | 43 | -14  | 13   |
| 9º   | Miramar              | 18 | 4  | 5  | 9  | 23 | 37 | -14  | 13   |
| 10º  | Racing               | 18 | 5  | 2  | 11 | 27 | 43 | -16  | 12   |

|  | Desempate por el título.      |
|  | Desciende a Segunda división. |

### Finales
| 10 de diciembre de 1944 | Nacional | 0:0 | Peñarol | Estadio Centenario, Montevideo                               |  |
|                         |          |     |         | Asistencia: 55.000 espectadores Árbitro(s): Manuel Domínguez |  |

| 17 de diciembre de 1944 | Peñarol                                                 | 3:2 (1:2) | Nacional              | Estadio Centenario, Montevideo                            |                                                           |
|                         | Luis Prais 37' · Obdulio Varela 59' · Ernesto Vidal 68' |           | Atilio García 25' 28' | Asistencia: 45.000 espectadores Árbitro(s): Genaro Cirilo | Asistencia: 45.000 espectadores Árbitro(s): Genaro Cirilo |

|                                                   |
| Uruguay                                           |
| Campeón Uruguayo 1944 Peñarol 15.to título de AUF |

### Fixture
| Peñarol              | 3-1 | Racing      |
| Miramar              | 3-2 | Nacional    |
| Liverpool            | 2-1 | Central     |
| Defensor             | 3-2 | River Plate |
| Montevideo Wanderers | 3-2 | Sud América |

| Nacional             | 4-1 | Liverpool   |
| Peñarol              | 3-1 | River Plate |
| Sud América          | 2-0 | Racing      |
| Central              | 2-0 | Defensor    |
| Montevideo Wanderers | 1-1 | Miramar     |

| Peñarol  | 1-1 | Sud América          |
| Nacional | 3-1 | River Plate          |
| Defensor | 1-0 | Racing               |
| Central  | 1-1 | Montevideo Wanderers |
| Miramar  | 2-1 | Liverpool            |

| River Plate | 3-2 | Miramar              |
| Defensor    | 2-2 | Montevideo Wanderers |
| Peñarol     | 5-1 | Central              |
| Liverpool   | 3-1 | Sud América          |
| Nacional    | 7-0 | Racing               |

| Montevideo Wanderers | 3-0 | Liverpool   |
| Central              | 3-1 | Miramar     |
| Racing               | 2-1 | River Plate |
| Nacional             | 1-1 | Sud América |
| Defensor             | 3-3 | Peñarol     |

| Nacional             | 4-2 | Central     |
| Montevideo Wanderers | 2-0 | Peñarol     |
| Miramar              | 2-2 | Racing      |
| Sud América          | 2-0 | River Plate |
| Defensor             | 2-1 | Liverpool   |

| Nacional             | 3-0 | Defensor    |
| Peñarol              | 4-2 | Liverpool   |
| Montevideo Wanderers | 2-0 | River Plate |
| Sud América          | 1-0 | Miramar     |
| Racing               | 3-1 | Central     |

| Montevideo Wanderers | 4-3 | Racing      |
| River Plate          | 2-1 | Liverpool   |
| Central              | 5-1 | Sud América |
| Defensor             | 3-1 | Miramar     |
| Peñarol              | 2-0 | Nacional    |

| Peñarol              | 8-4 | Miramar     |
| Montevideo Wanderers | 2-2 | Nacional    |
| Defensor             | 3-0 | Sud América |
| Liverpool            | 1-1 | Racing      |
| Central              | 4-1 | River Plate |

| Racing               | 1-0 | Peñarol     |
| Nacional             | 3-0 | Miramar     |
| Central              | 2-0 | Liverpool   |
| Defensor             | 5-2 | River Plate |
| Montevideo Wanderers | 1-1 | Sud América |

| Liverpool   | 2-0 | Nacional             |
| Peñarol     | 2-1 | River Plate          |
| Sud América | 3-2 | Racing               |
| Central     | 2-2 | Defensor             |
| Miramar     | 2-1 | Montevideo Wanderers |

| Peñarol              | 1-0 | Sud América |
| Nacional             | 5-1 | River Plate |
| Defensor             | 6-2 | Racing      |
| Montevideo Wanderers | 3-2 | Central     |
| Miramar              | 1-0 | Liverpool   |

| River Plate | 2-1 | Miramar              |
| Defensor    | 4-2 | Montevideo Wanderers |
| Peñarol     | 2-0 | Central              |
| Liverpool   | 3-0 | Sud América          |
| Nacional    | 1-0 | Racing               |

| Liverpool   | 2-1 | Montevideo Wanderers |
| Central     | 1-1 | Miramar              |
| River Plate | 2-1 | Racing               |
| Nacional    | 4-1 | Sud América          |
| Defensor    | 2-0 | Peñarol              |

| Nacional    | 2-1 | Central              |
| Peñarol     | 1-0 | Montevideo Wanderers |
| Racing      | 2-1 | Miramar              |
| River Plate | 4-3 | Sud América          |
| Defensor    | 0-0 | Liverpool            |

| Nacional    | 2-1 | Defensor             |
| Peñarol     | 1-0 | Liverpool            |
| River Plate | 3-0 | Montevideo Wanderers |
| Sud América | 0-0 | Miramar              |
| Central     | 4-2 | Racing               |

| Montevideo Wanderers | 3-2 | Racing    |
| River Plate          | 2-2 | Liverpool |
| Sud América          | 3-1 | Central   |
| Defensor             | 1-1 | Miramar   |
| Peñarol              | 2-2 | Nacional  |

| Peñarol  | 3-0 | Miramar              |
| Nacional | 3-1 | Montevideo Wanderers |
| Defensor | 5-2 | Sud América          |
| Racing   | 3-1 | Liverpool            |
| Central  | 2-1 | River Plate          |